# Siphonophora felix
Siphonophora felix är en mångfotingart som beskrevs av Filippo Silvestri 1898. Siphonophora felix ingår i släktet Siphonophora och familjen Siphonophoridae. Inga underarter finns listade i Catalogue of Life.